# (18626) Michaelcarr
(18626) Michaelcarr (1998 DO23) – planetoida z pasa głównego asteroid okrążająca Słońce w ciągu 2,65 lat w średniej odległości 1,91 j.a. Odkryta 27 lutego 1998 roku.